# Пенеплен
Пенеплен (от латинското paene – „почти“ и английското plain – „равнина“) в геоморфологията и геологията представлява равнина, образувана в резултат от продължителна ерозия. Често с термина се обозначава и предпоследният етап на флувиална ерозия през времена на мащабна тектонска дейност. Пенеплените понякога се свързват с теорията на цикличната ерозия на Уилям Морис Дейвис. Пенеплените често са покрити от кора на химическо изветряне, дебелината на която може да достига десетки метри.
Съществуването на пенеплени като природен процес е съпътствано с противоречия, поради липсата на съвременни примери и непостоянност при идентифицирането на реликтовите образци. Според някои определения, пенеплените деградират до нивото на морското равнище, но в други, това условие не се споменава.
Докато за пенеплените се счита, че се образуват обикновено близо до морското равнище, също така се предполага, че пенеплените могат да се образуват на по-голяма височина, ако мащабна седиментация повдига локалната основа значително или ако речната мрежа е блокирана от тектонска деформация. Пенеплените на Пиренеите и Тибетското плато онагледяват тези два случая съответно.
Често срещано погрешно схващане за пенеплените е, че те трябва да са равни. Всъщност, някои пенеплени могат да бъдат хълмисти, тъй като отразяват неравно дълбоко изветряне.
Някои учени смятат, че пенеплените често са със смесен произход, тъй като вероятно са били оформени по време на периоди на влажен климат, както и такива на пустинен и полупустинен климат. Дългият период, през който еволюират някои пенеплени, означава различни климатични влияния. Според същите учени, морската абразия и ледниковата ерозия са сред процесите, които могат да оформят пенеплени.
Повдигането на пенеплен от основното му ниво често води до нова ерозия. Ерозията на пенеплените от ледници в щитови региони е ограничена.
Силикатизацията на повърхността на пенеплен, изложен на субтропичен или тропичен климат за достатъчно дълго време, може да го защити от ерозия.